# Biblioteca comunale Biblionet
La Biblioteca comunale Biblionet è la biblioteca della frazione di Ponte San Giovanni.
Fa parte del Sistema bibliotecario comunale di Perugia, che comprende la Biblioteca Augusta, la Biblioteca San Matteo degli Armeni di via Monteripido, la Biblioteca Sandro Penna della frazione di San Sisto, Biblioteca Villa Urbani di via Pennacchi e il Bibliobus, la biblioteca itinerante.

## Storia
Biblionet è stata inaugurata nella prima sede di via Segoloni 15 nel maggio 2000. 
Da marzo 2022 si è trasferita nella sede di via Pietro Cestellini, parte del nuovo Centro Civico Euliste di Ponte San Giovanni, inaugurato il 7 aprile . 
La biblioteca, situata in un quartiere a forte connotazione multietnica, è impegnata nell'integrazione delle varie culture.

## L'edificio
La biblioteca è inserita nel Centro Civico Euliste che ospita l'Ufficio per le relazioni con il pubblico, la polizia locale e l’Ufficio di cittadinanza.
Si sviluppa in un unico piano, con aree di studio e consultazione facilmente accessibili e una sala polivalente disponibile per eventi e attività. È circondata da un'area verde con uno spazio attrezzato dedicato ai bambini.